# Джузеппе Гралья
Джузеппе Гралья (Giuseppe Graglia; 1909—1996) — італійський велогонщик, професіонально змагався з 1929 по 1934 роки.

## Біографія
Народився 1909 року в П'ємонті, виріс у Люксембурзі, куди переїхав із сім'єю. Він відзначився як аматор, вигравши Джиро дель Сестрієре та Кубок Фоссаті. Ставши професіоналом у 1929 році, він, зокрема, двічі переміг на перегонах Мілан — Турин у 1931 та 1933 роках.
Згодом він став спортивним директором команди «Леньяно», де керував Джино Барталі та Фаусто Коппі під час їхніх дебютів.

## Перемоги
- 1929
  - Кубок міста Асті
- 1931
  - Мілан — Турин
  - Кубок міста Асті
  - 3-тє місце Тур Ломбардії серед любителів
- 1932
  - 3-й етап Туру П'ємонту
  - 2-ге місце Мілан — Турин
- 1933
  - 1-ше місце Мілан — Турин
  - 1-й етап Туру П'ємонту
  - 9-те місце Тур Ломбардії
- 1934
  - 3-тє місце Мілан — Турин
  - 5-те місце Мілан — Сан-Ремо